# Belknap Crater
Der Belknap Crater ist ein Schildvulkan im US-Bundesstaat Oregon. Der Berg liegt nördlich des Vulkans North Sister. Um 1030 v. Chr. ± 300 Jahre ereigneten sich in diesem Gebiet mehrere Ausbrüche, bei welchen eine große Anzahl von Vulkankegeln, Schlackenkegeln und Lavaströmen entstanden, die sich in westliche Richtung bis in eine Entfernung von 15 km erstreckten. Diese Eruptionen gehören zu den jüngsten vulkanischen Ereignissen im Kaskadengebirge.
Die letzten beiden Eruptionen wurden mit Hilfe der Radiokohlenstoffmethode auf eine Zeit um 800 v. Chr. ± 300 Jahre sowie etwa auf das Jahr 480 datiert. Zurzeit werden keine vulkanischen Aktivitäten beobachtet.

## Name
Der Krater ist benannt nach James Henry Belknap, der für die Erschließung der Gegend um Belknap Springs zuständig war, nachdem sein Vater Rollin Simeon Belknap 1869 die 12 Meilen weiter südwestlich gelegenen heißen Quellen Belknap Hot Springs beim McKenzie River entdeckt und erschlossen hatte.